# Kálmán Kovács
Kálmán Kovács (ur. 11 września 1965 w Budapeszcie) – węgierski piłkarz grający na pozycji napastnika.

## Kariera klubowa
Karierę piłkarską Kovács rozpoczął w klubie Budapest Honvéd. W 1983 roku awansował do kadry pierwszej drużyny i zadebiutował w niej w pierwszej lidze węgierskiej. W 1984 roku osiągnął swój pierwszy sukces w karierze, gdy wywalczył mistrzostwo Węgier. W 1985 roku wywalczył z Honvédem dublet, a w latach 1986, 1988 i 1989 zostawał mistrzem kraju. W 1989 roku zdobył także Puchar Węgier.
Latem 1989 roku Kovács odszedł z Honvédu do francuskiego AJ Auxerre. Tam stworzył atak z Pascalem Vahiruą i przez 2 lata był najskuteczniejszym graczem Auxerre. W 1991 roku zajął z nim 3. miejsce w Ligue 1. W 1992 roku na krótko wrócił do Honvédu, a następnie ponownie grał we Francji, w zespole Valenciennes FC. Z kolei w latach 1993–1994 występował w belgijskim Royal Antwerp FC.
W 1994 roku Kovács znów wrócił do ojczyzny, do Honvédu Budapeszt. W 1995 roku został piłkarzem cypryjskiego APOEL FC, w którym grał w ataku z rodakiem, Józsefem Kiprichem. W 1996 roku wywalczył z nim mistrzostwo i Puchar Cypru. Latem odszedł do SR Delémont ze Szwajcarii, a karierę piłkarską zakończył w 1998 roku jako zawodnik Honvédu.
| Sezon   | Klub                    | Kraj       | Rozgrywki                 | Mecze | Bramki |
| ------- | ----------------------- | ---------- | ------------------------- | ----- | ------ |
| 1983/84 | Budapest Honvéd         | Węgry      | Nemzeti Bajnokság I.      | 7     | 0      |
| 1984/85 | Budapest Honvéd         | Węgry      | Nemzeti Bajnokság I.      | 30    | 3      |
| 1985/86 | Budapest Honvéd         | Węgry      | Nemzeti Bajnokság I.      | 27    | 7      |
| 1986/87 | Budapest Honvéd         | Węgry      | Nemzeti Bajnokság I.      | 30    | 8      |
| 1987/88 | Budapest Honvéd         | Węgry      | Nemzeti Bajnokság I.      | 30    | 17     |
| 1988/89 | Budapest Honvéd         | Węgry      | Nemzeti Bajnokság I.      | 18    | 4      |
| 1989/90 | AJ Auxerre              | Francja    | Ligue 1                   | 38    | 18     |
| 1990/91 | AJ Auxerre              | Francja    | Ligue 1                   | 32    | 16     |
| 1991/92 | AJ Auxerre              | Francja    | Ligue 1                   | 13    | 2      |
| 1991/92 | Kispest-Budapest Honvéd | Węgry      | Nemzeti Bajnokság I.      | 10    | 10     |
| 1992/93 | Valenciennes FC         | Francja    | Ligue 1                   | 32    | 8      |
| 1993/94 | Royal Antwerp FC        | Belgia     | Division 1                | 4     | 1      |
| 1994/95 | Kispest-Budapest Honvéd | Węgry      | Nemzeti Bajnokság I.      | 28    | 19     |
| 1995/96 | APOEL FC                | Cypr       | Protathlima A’ Kategorias | 24    | 7      |
| 1996/97 | SR Delémont             | Szwajcaria | Challenge League          | 13    | 4      |
| 1997/98 | Kispest-Budapest Honvéd | Węgry      | Nemzeti Bajnokság I.      | 4     | 1      |

## Kariera reprezentacyjna
W reprezentacji Węgier Kovács zadebiutował 16 października 1985 roku w wygranym 3:0 towarzyskim spotkaniu z Walią. W 1986 roku został powołany przez selekcjonera Györgya Mezeyego do kadry na Mistrzostwa Świata w Meksyku. Na tym turnieju pełnił rolę rezerwowego i rozegrał jedno spotkanie, przegrane 0:3 z Francją. Od 1982 do 1995 roku rozegrał w kadrze narodowej 56 spotkań i strzelił 19 goli.